# Ankogelgruppe
Die Ankogelgruppe ist eine Gebirgsgruppe der zentralen Ostalpen. Die Ankogelgruppe befindet sich in Österreich im Grenzgebiet der Bundesländer Salzburg und Kärnten. Der höchste Gipfel ist die Hochalmspitze, 3360 m ü. A., Namensgeber ist der Berg Ankogel, 3252 m ü. A. Daher findet sich auch Ankogel–Hochalmspitz-Gruppe als Name.

## Begriffsgeschichte
Konzept und Name der Ankogelgruppe wurde 1845 von Adolf Schaubach in seinem Standardwerk Die Deutschen Alpen als Gruppe des Ankogls eingeführt, wobei die Ankogelgruppe jedoch noch enger gefasst war. Als Ostgrenze diente noch die Arlscharte (2252 m), als Westgrenze der Korntauern (2459 m). Den Namen wählte Schaubach nach dem Ankogel, dem seiner Ansicht nach höchsten Berg der Gruppe. In ihren heutigen Grenzen bis zum Murtörl (2260 m) findet sich die Ankogelgruppe erstmals 1887 in der bedeutenden Einteilung der Ostalpen von August Böhm von Böhmersheim. So findet sie sich dann auch in der Alpenvereinseinteilung der Ostalpen (AVE) nach Moriggl (1924) und Grassl (1978).

## Umgrenzung und benachbarte Gebirgsgruppen
Zusammen mit der Goldberggruppe, der Glocknergruppe, der Schobergruppe, der Kreuzeckgruppe, der Granatspitzgruppe, der Venedigergruppe, den Villgratner Bergen und der Rieserfernergruppe bildet die Ankogelgruppe die Großgruppe der Hohen Tauern. Die Ankogelgruppe ist der östlichste Teil davon.
Weiter östlich beginnen die Niederen Tauern.
Dabei erstreckt sich die Gruppe nach der AVE vom Niederen Tauern-Pass (Mallnitzer/Naßfelder Tauern) zwischen Gasteinertal und Mölltal im Westen bis zum Murtörl zwischen Großarltal und oberstem Ennstal (Muhrtal) im Osten. Andere Einteilungen sehen die Westgrenze im Hohen (Korn-)Tauern, östlich des Niederen relativ nah am Ankogel.
Die Ankogelgruppe grenzt an die folgenden anderen Gebirgsgruppen der Alpen:
- Dientner Berge der Salzburger Schieferalpen (im Norden)
- Radstädter Tauern (im Nordosten)
- Nockberge der Gurktaler Alpen (im Südosten)
- Gailtaler Alpen (im Süden)
- Kreuzeckgruppe (im Südwesten)
- Goldberggruppe (im Westen)

## Gliederung
Die Ankogelgruppe wird etwa nach Trimmel in die Untergruppen des zentralen Ankogelstocks und der Gamskarlspitz-, der Hochalmspitz-, der Hafner- und der Reißeckgruppe geteilt. Dabei liegt die Gamskarlspitzengruppe westlich ab dem Korntauern, die Hochalmspitz-Gruppe im südlichen Kamm zwischen Möll- und Maltatal ab der Großelendscharte, daran am Kaponigtörl anschließend die Reißeckgruppe, und im Nordwesten der Hafnergruppe ab der Arlscharte, mit dem Hauptkamm zwischen Malta und Mur. Zur Zentralgruppe gehört auch der nördliche Kamm zwischen äußerer Gastein und Großarl.
Mit der Grenze am Korntauern fällt die Gamskarlspitzengruppe an die Goldberggruppe. Sonst findet sich auch die Ankogelgruppe im engeren Sinne als Westgruppe mit Ankogel- und Hochalmspitzengruppe (und teils auch Gamskarlspitze): Ankogel und Hochalmspitze sind nur wenig signifikant getrennt. Dazu gehört dann auch die Gruppe um den Hölltorkogel oberhalb von Badgastein. Hafner- und Reißeckgruppe gelten dann als die beiden weiteren eigenständig (so in der Internationalen vereinheitlichten Einteilung der Alpen, SOIUSA/IVOEA, Gruppen 13–15 der Tauern). Für die Gesamtgruppe wie auch im engeren Sinne findet sich der Name Ankogel–Hochalmspitz-Gruppe (Ankogel–Hochalmgruppe).

## Gipfel
Sämtliche benannte Dreitausender in der Ankogelgruppe:
- Hochalmspitze 3360 m ü. A.
- Großelendkopf 3317 m ü. A.
- Großer Ankogel 3252 m ü. A.
- Jochspitze 3179 m ü. A.
- Schwarzkopf 3171 m ü. A.
- Preimlspitz 3133 m ü. A.
- Steinerne Mandln 3125 m ü. A.
- Winkelspitz 3112 m ü. A.
- Oberlercherspitze 3107 m ü. A.
- Kordonspitz 3102 m ü. A.
- Kleiner Ankogel 3096 m ü. A.
- Säuleck 3086 m ü. A.
- Großer Hafner 3076 m ü. A.
- Elendköpfe 3070 m ü. A.
- Großer Sonnblick 3030 m ü. A.
- Lanischeck 3024 m ü. A.
- Kleiner Hafner 3018 m ü. A.
- Schneewinkelspitze 3016 m ü. A.
- Tischlerkarkopf 3004 m ü. A.
- Tischlerspitze 3002 m ü. A.
- Grubenkarkopf 3001 m ü. A.
- Mittlerer Sonnblick 3000 m ü. A.

Weitere bekannte Gipfel sind:
- Kölnbreinspitze 2934 m ü. A.
- Hölltorkogel 2904 m ü. A.
- Keeskogel 2884 m ü. A.
- Weinschnabel 2754 m ü. A.
- Kreuzkogel (Sportgastein) 2685 m ü. A.
- Radhausberg 2620 m ü. A.
- Palfner Seekogel 2529 m ü. A.
- Böcksteinkogel 2527 m ü. A.
- Graukogel 2492 m ü. A.
- Gamskarkogel 2467 m ü. A.
- Honigleitenkogel 2440 m ü. A.
- Lainkarkogel 2429 m ü. A.
- Frauenkogel 2423 m ü. A.
- Laderdinger Gamskarspitz 2413 m ü. A.
- Grasleitenkopf (Hüttschlag) 2406 m ü. A.
- Geißkarkopf 2385 m ü. A.
- Grasleitenkopf (Böckstein) 2377 m ü. A.
- Hoher Stuhl 2335 m ü. A.
- Tennkogel (Bad Hofgastein) 2333 m ü. A.
- Hindenburghöhe 2315 m ü. A.
- Flugkopf 2231 m ü. A.
- Hüttenkogel 2231 m ü. A.
- Arlspitze 2215 m ü. A.
- Throneck 2213 m ü. A.
- Rauchkogel (Heißingfelding) 2208 m ü. A.
- Aukopf 2136 m ü. A.
- Auernig 2130 m ü. A.
- Tannwandkogel 2125 m ü. A.
- Heukareck 2100 m ü. A.
- Krämerkogel 2074 m ü. A.
- Fulseck 2036 m ü. A.
- Kreuzkogel (Großarl) 2027 m ü. A.
- Urkübl 2010 m ü. A.
- Gasteiner Höhe 1994 m ü. A.
- Rauchzaglkogel 1991 m ü. A.
- Tennkogel (Schwarzach) 1975 m ü. A.
- Hörndl 1973 m ü. A.
- Blumfeldköpfl 1965 m ü. A.
- Gamsstubenkopf 1964 m ü. A.
- Kieserl 1954 m ü. A.
- Rauchkogel (Harbach) 1875 m ü. A.
- Froneck 1849 m ü. A.